# Trichopria halterata
Trichopria halterata är en stekelart som först beskrevs av Jean-Jacques Kieffer 1909.  Trichopria halterata ingår i släktet Trichopria, och familjen hyllhornsteklar. Arten är reproducerande i Sverige.